# Miroslav Šašek
Miroslav Šašek, född 18 november 1916 i Prag, död 28 maj 1980 i Wettingen, var en tjeckisk författare och illustratör. Han är känd för att ha publicerat barnboksserien Detta är... Serien innehåller 18 böcker, varav fyra har översatts till svenska.

## Verk i svensk översättning
- 1963 – Detta är Paris
- 1963 – Detta är London
- 2011 – Detta är Rom
- 2011 – Detta är New York